# USS Bainbridge (DDG-96)
USS Bainbridge (DDG-96) – amerykański niszczyciel rakietowy typu Arleigh Burke zwodowany w listopadzie 2004 w stoczni Bath Iron Works, oddany do eksploatacji w listopadzie 2005.
USS „Bainbridge” wziął w kwietniu 2009 roku udział w skutecznym odbiciu z rąk somalijskich piratów dowódcy amerykańskiego kontenerowca „Maersk Alabama”, Richarda Phillipsa.